# Hermann Schlegel
Hermann Schlegel (Altenburg, 10 de junho de 1804 - 17 de janeiro de 1884) foi um ornitólogo e herpetologista alemão.
Seu pai coletava borboletas, o que o estimulou a seguir carreira no estudo da história natural. A descoberta, por acaso, de um ninho de urubu o levou ao estudo das aves, e uma reunião com Christian Ludwig Brehm. Schlegel começou a trabalhar para seu pai, mas logo se cansou dele. Viajou para Viena em 1824, onde, na universidade, participou das palestras de Leopold Fitzinger e Johann Jacob Heckel. Com a carta de apresentação de Brehm para Joseph Natterer ele conseguiu ganhar uma vaga no Naturhistorisches Museum.

## Trabalho
Em 1850 Hermann Schlegel e Coenraad Jacob Temminck publicaram como parte da Fauna Japonica [en], uma série de monografias [en] sobre a zoologia japonesa, uma descrição com base no material de Philipp Franz von Siebold e Heinrich Burger sobre quatro espécimes que posteriormente viriam a ser classificados como Narke japonica.